# Tenthredopsis sordida

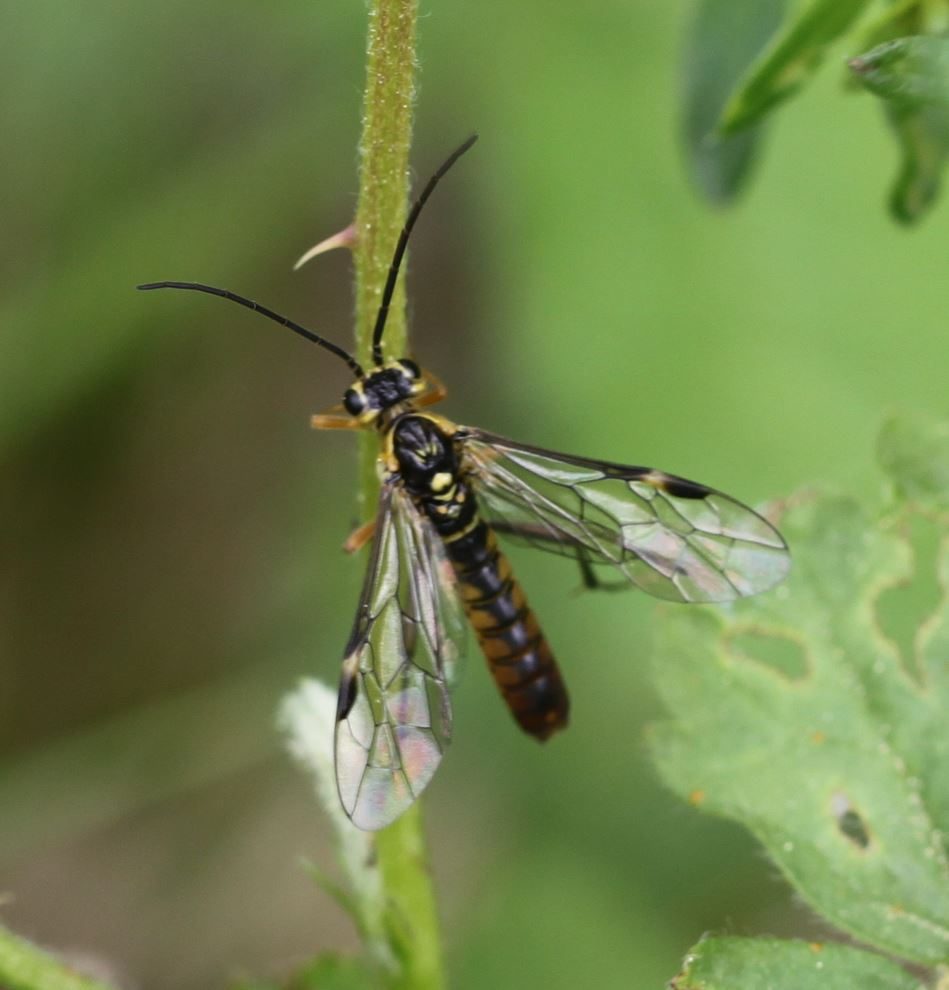
Männchen

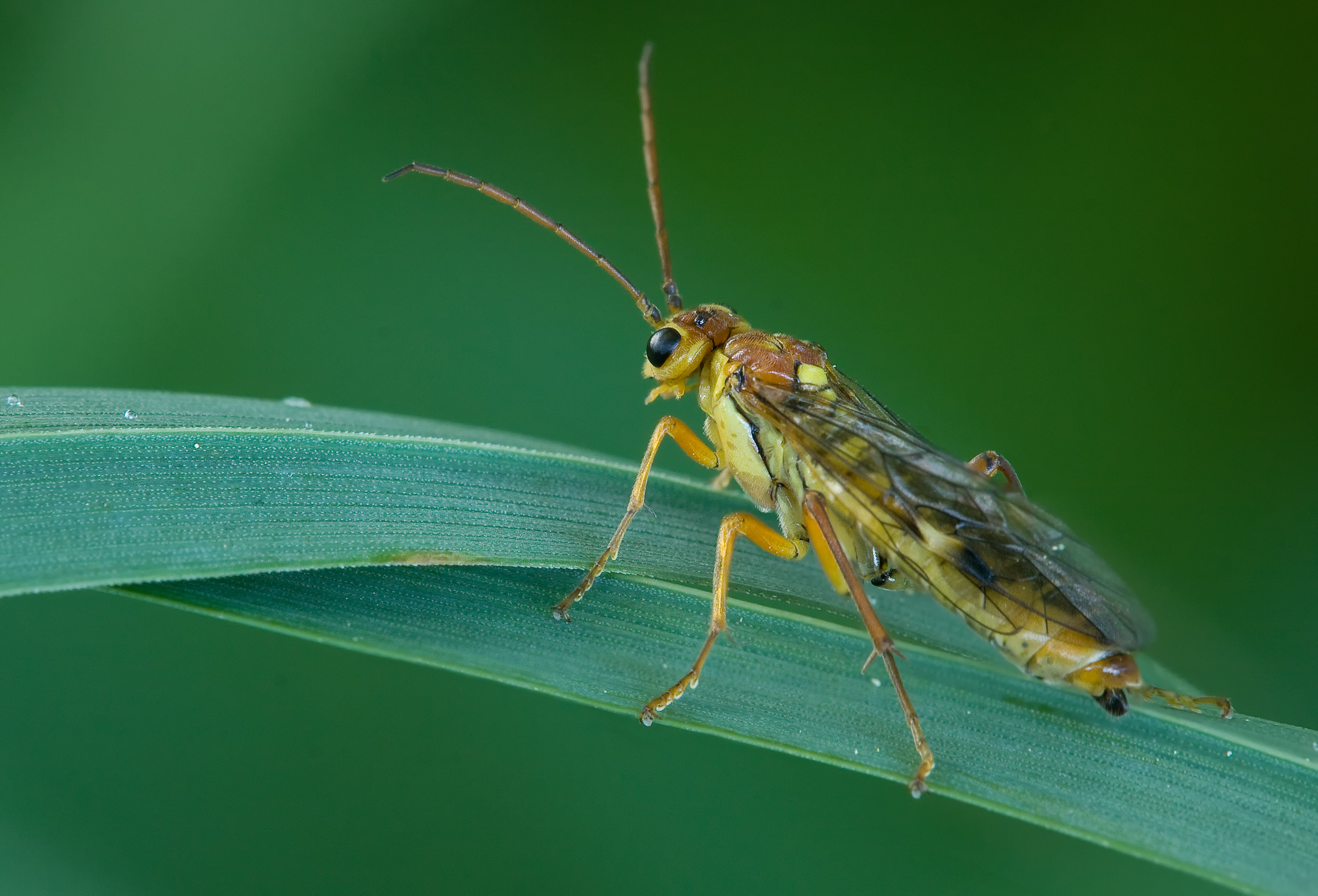
Weibchen, Seitenansicht

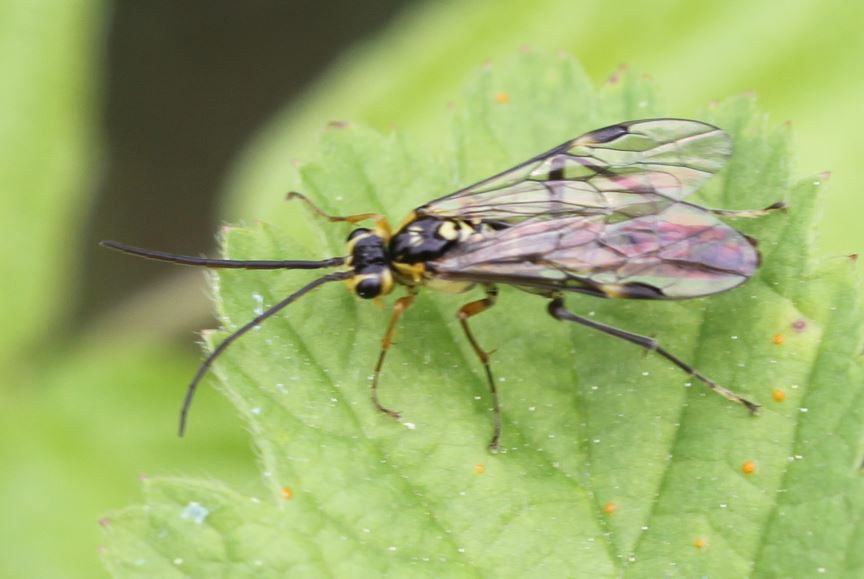
Männchen, Seitenansicht

Tenthredopsis sordida ist eine Blattwespe aus der Unterfamilie Tenthredininae. Die Art wurde von Johann Christoph Friedrich Klug im Jahr 1817 als Tenthredo sordida erstbeschrieben. Das lateinische Art-Epitheton sordida bedeutet „schmutzig“ oder „von stumpfer Farbe“. 

## Merkmale
Die überwiegend gelb-schwarz gefärbten Blattwespen sind 9–12 mm lang. Vertex und Mesonotum der Weibchen sind rötlich-braun. Scutellum und Post-Scutellum sind gelb gefärbt. Der Hinterleib ist „schmutzig“ gelb gefärbt. Dieser weist auf der Dorsalseite einen schwarzen Medianstreifen auf. Das erste Tergit ist bis auf den vorderen Teil gelb gefärbt. Die Fühler sind auf der Unterseite braun. Das Pterostigma der Vorderflügel ist mit Ausnahme der klaren Basis braun. Die Beine sind gelb, wobei die Hinterbeine dunkler ausfallen.
Die Männchen haben eine ähnliche Musterung und Färbung. Vertex und Mesonotum sind jedoch schwarz. Das Mesonotum weist zwei seitliche braune Flecke auf.
Die Larven sind hellgrün gefärbt. Sie weisen einen dunkeloliv-grünen Medianstreifen sowie jeweils seitlich einen ebenfalls dunkeloliv-grünen Längsstreifen auf. Die olivgrüne Kopfkapsel weist eine verdunkelte Fortsetzung der Hinterleibsstriche auf.

## Verbreitung
Die Art kommt in der westlichen Paläarktis vor. In Europa ist sie hauptsächlich in Mittel-, Ost- und Südosteuropa vertreten. Im Norden reicht das Vorkommen über Dänemark bis nach Norwegen. Die Art fehlt auf den Britischen Inseln sowie auf der Iberischen Halbinsel.

## Lebensweise
Das typische Habitat von Tenthredopsis sordida bilden Heckenbiotope. Die Art bevorzugt trockenwarme Standorte. Die Blattwespen beobachtet man in den Monaten April bis Juli, am häufigsten im Mai. Sie besuchen die Blüten des Wiesenkerbels. Die Larven fressen an verschiedenen Süßgräsern und Riedgräsern. Als Nahrungspflanzen werden folgende Gattungen genannt: Arrhenatherum, Agropyrum und Carex.